# Heros severus
El Severum (Heros severum)  es una especie de cíclido tropical de agua dulce, nativa de la región amazónica en América del Sur. Es frecuente encontrar ejemplares en el comercio de acuarios. Es común verlo en su variedad dorada en lugar de la variedad salvaje de color verde oliva. El color dorado que parece ser causado por un único gen recesivo y verde a la variación. Hay ciertas variedades de severums a la venta, los cuales poseen otros colores y/o variaciones de patrón. Una de estas variedades es el Severum "cuello naranja". El severum es también conocido como Ciclido de Bandas o Franjas.

## Distribución y hábitat
Originario de la cuenca del Amazonas, su área de distribución es muy amplia: Colombia, Venezuela, Guayana, Brasil y en su ubicación más al sur, habita el río San Martín, en las proximidades de la ciudad de Bella Vista en Bolivia. También en la cuenca del río Orinoco, en el sistema de afluentes y ciénagas del alto Orinoco y en el río Negro.

## Características físicas
Es de color verde oliva a marrón. Ojos de un rojo intenso, lomo rojizo con puntos marrones en todo su cuerpo. Posee gran cantidad de colores en capas y por lo tanto a simple vista se ve negro o marrón. Cuando se estresan o tienen alguna enfermedad les salen unas franjas verticales obscuras son lo cual es típico de los cíclidos. en ejemplares adultos es posible que le salga iridiscencia azul en las aletas Caudal y anal. Heros severus llega a medir de 7 a 12 pulgadas.

## Comportamiento
Como pez de acuario, el severum es relativamente pacífico entre cíclidos, aunque la agresión no es infrecuente y aún más cuando es época de celo se vuelven muy territoriales. 

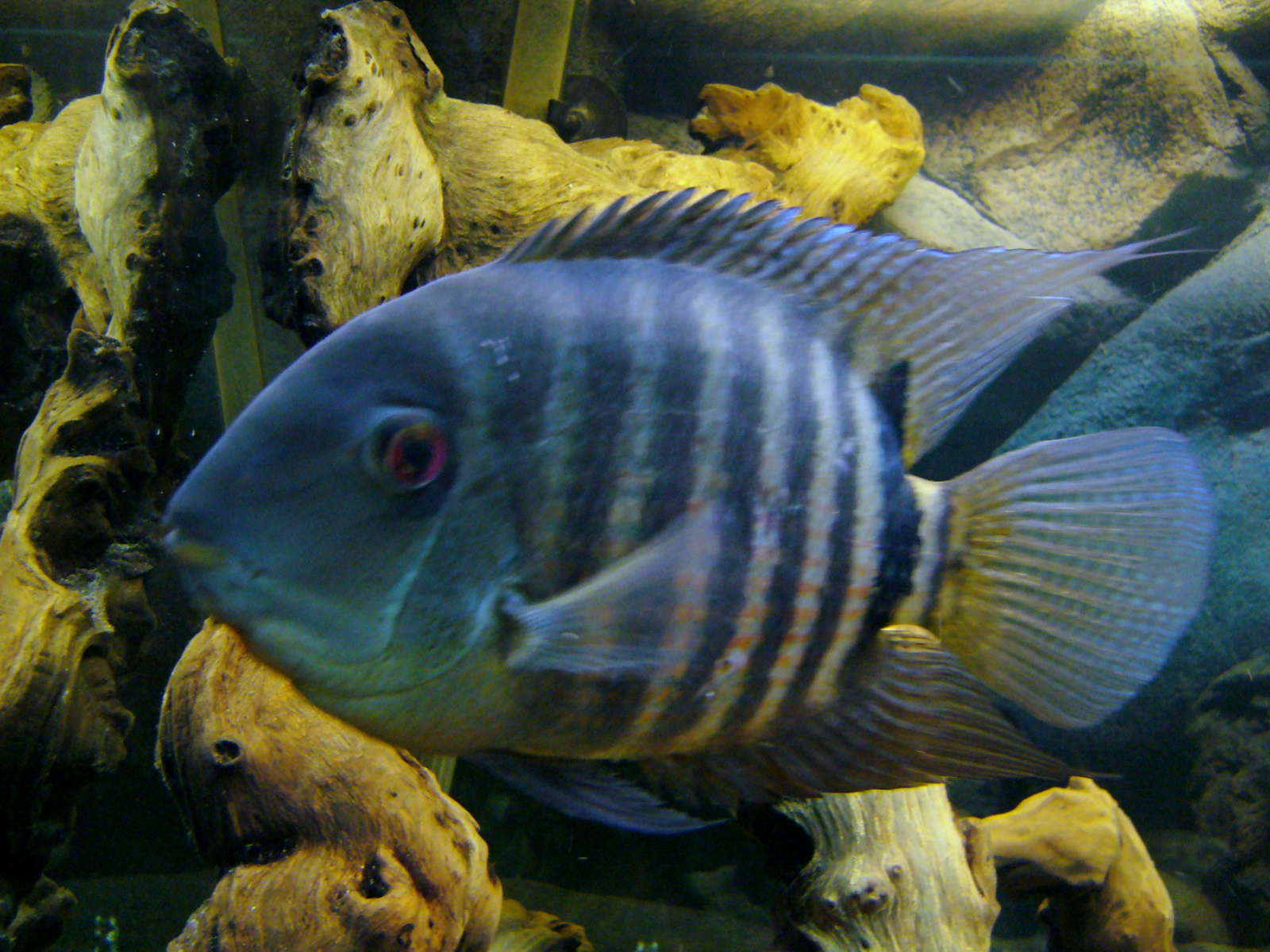
Heros severus.

## Alimentación
Es un pez omnívoro y comerá todo lo que le quepa en la boca, pero se beneficiarán de materia vegetal en su dieta. Si en su dieta no hay suficiente materia orgánica se comerá las plantas.
Acepta muy bien la comida granulada o pellets, pero éstas deben ser especiales para cíclidos.

## Tiempo de vida
Edad promedio de 10 a 15 años.

## Mantenimiento en cautividad
En general, es un pez resistente y robusto con mucho carácter. Sin embargo, sí requiere de un gran acuario a partir de los 120 litros, con los habituales requisitos de cíclidos neotropicales, buena filtración biológica y buena cría. La decoración en general no es importante, pero el pez puede ser algo tímido sin algunos lugares donde ocultarse, y se debe tener cuidado para asegurarse de que rocas o decoración no endurezcan demasiado el agua ya que estos peces provienen de agua ácida suave.

### Especies compatibles
Puede llevarse bien con peces de menor tamaño, cuando el severum también lo es, luego cuando crece durante las horas oscuras come a cualquier pez que no sea ciclido, dejando el esqueleto completameente pelado en cuestión de horas sin importar el tamaño
- Convicto
- Oscar
- Red Parrot
- Otros cíclidos americanos de tamaño mediano.
- Ancistrus, Plecus y Scalares

(aunque es recomendable tenerlos solos siempre que se mezclen con otros peces debe hacerse por un orden jerárquico; primero se introducen los Scalares. Cuando se apoderan del lugar, se hace lo propio con los Severum, luego se puede colocar a los Astronotus pero el tamaño de la pecera debería ser mínimo de 300 litros).

## Reproducción
Durante el apareamiento puede volverse muy agresívo y territorial. La pareja deposita varios cientos de huevos en una superficie horizontal, en lugar de vertical. Esto es por lo general en un pedazo plano de pizarra, flotante, o una roca lisa. Los Severum son incubadores bucales por lo tanto van a llevar adelante sus crías en su boca a diferencia del Heros Efasciatus los cuales llevan sus crías a su alrededor. Aun así ambos son muy buenos padres y criarán muy bien a sus crías, comerán las crías muertas y oxigenarán a las demás.